# لا سوپربا

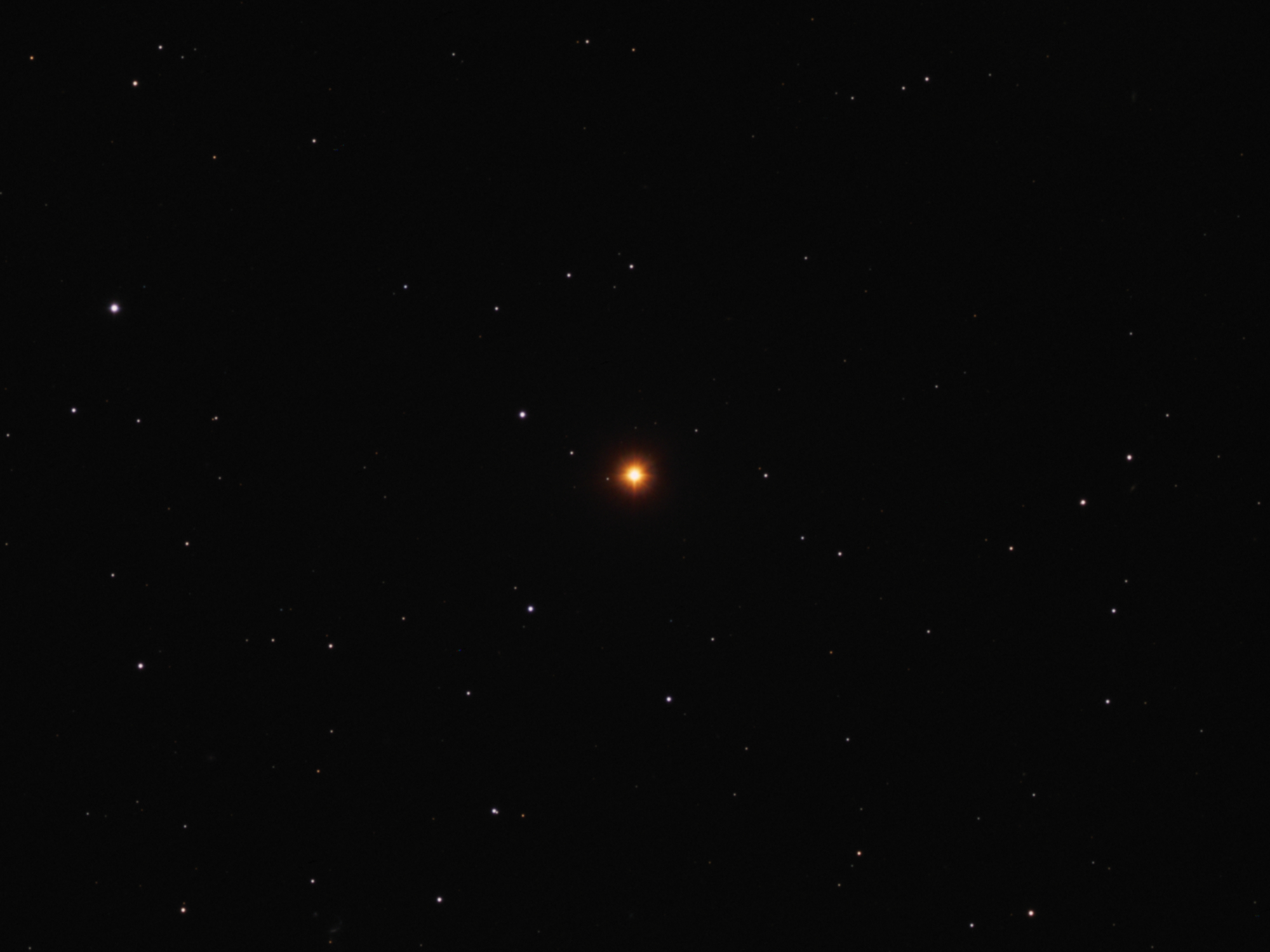
نمایی از ستارهٔ «لا سوپربا» در نور اپتیکال

لا سوپربا یا گاما تازی‌ها ستاره‌ای در صورت فلکی تازی‌ها است. این ستاره از نظر دمای سطح یکی از سردترین ستارگان حقیقی شناخته شده است، زیرا دمای سطح آن حدود ۲۸۰۰ درجهٔ کلوین است.